# Коробчук Павло Петрович
Павлó Петрóвич Коробчýк (*12 липня 1984, Луцьк, Волинська область, УССР) — український письменник (прозаїк, поет, публіцист), військовослужбовець, музикант, волонтер, журналіст. Автор романів «Ключові клапани» і «Море для шульги», поетичних книг «Навій», «Хвоя», «Цілодобово», «Динозавр», «Мерехтіло», «Натщенебо», «Кайфологія», книги оповідань «Священна книга гоповідань». Автор музичних альбомів «ЧЕРВОНОЗЕМ», «ZOOVSIM», «HOROBRO». Лауреат премії ім. Бориса Нечерди (2017), «Смолоскип» (2004), поетичного конкурсу імені Нестора Літописця (2016), премії ім. Б. І. Антонича «Привітання життя» (2009) тощо. Переможець двадцяти літературних слемів. Член Українського ПЕН.

## Життєпис
Павло Коробчук народився 12 липня 1984 на свято Петра і Павла в Луцьку, де й виріс.
Син українського поета, перекладача та літературного критика Петра Коробчука.
Навчався на відділенні сходознавства Інституту філології Київського національного університету імені Тараса Шевченка.
Офіцер Центру спеціального призначення "Омега" Національної гвардії України.
Близько 10 років працював у сфері комунікацій. Був директором департаменту цифрового контенту та соцмереж на Суспільному. Був керівником відділів комунікації в Українському інституті книги, фонді Сміливі. Був керівником проєкту Фронтова студія Культурного Десанту.
Близько 10 років працював у сфері журналістики: на Радіо Свобода, Gazeta.ua, vvnews.info, UAINFO.ORG, «Майдан закордонних справ», «Чесно. Фільтруй суд».
Після повномасштабного вторгнення десятки разів волонтерив на розборах завалів будинків, зруйнованих російськими військами, та на відбудові таких будинків.
Займався digital підтримкою фестивалів 86 (Славутич), Plan B (Харків), Polyana Festival (Закарпаття), З країни в Україну (Схід України).
Грав на барабанах у гуртах Ben Obert, Райдо, StroOm, Drunk&Drowned. Також пише власні пісні і електронну музику.
Мешкає в Києві.

## Творча діяльність

### Музика
Займається електронною музикою. Автор альбомів HOROBRO, ZOOVSIM, ЧЕРВОНОЗЕМ.
В якості актора й читача віршів зіграв понад двадцять музичних вистав з гуртом The Velvet Sun за творчістю Емі Вайнгауз (Київ, Львів, Хмельницький, Тернопіль, Луцьк, Вінниця).
В різні роки грав і продовжує грати на барабанах у гуртах Райдо, StroOm, Drunk&Drowned.

#### Музичні альбоми
- «HOROBRO» (2016)
- «ZOOVSIM» (2020)
- «ЧЕРВОНОЗЕМ» (2023)

### Переклад
У 2018 році переклав з англійської повнометражний ігровий римований фільм «Похвала Нічому», реж. Boris Mitić, музика Pascal Comelade та The Tiger Lillies, віршована оповідь — Іггі Поп. Десятки кінопоказів в Україні.

## Нагороди та стипендії

### Стипендії, гранти, резиденції
- Стипендійна програма Українського ПЕН (2022)
- програма підтримки митців Гете-Інститут Nothilfestipendien (2022)
- Shevchenko Emergency Fund (2022)
- Mass Media Democracy Frontline (2022)
- IWM Documenting Ukraine (2023)
- Стипендія Міністерства культури Чехії (2023)
- Резиденція "Слово" (2024)

### Літературні конкурси
- «Неповторність» (2003)
- «Смолоскип» (2004)
- «Молоде вино» (2005)
- «Неосфера» (2006)
- «Підкова Пегаса» (2006)
- «Літературний Олімп» (2007)
- «Просто так» (2008)
- «Привітання життя» (2009)
- конкурсу сайту slonyk.com (2010)
- дипломант «Коронації слова» (2012)
- довгий список конкурсу Книга року ВВС-2012
- короткий список премії ім. Олеся Ульяненка (2013, 2014, 2017)
- перемога в номінації «Дебют поета в прозі», «Світ волинської книги — 2013»
- «Ватерлінія» (2013)
- лауреат поетичного конкурсу імені Нестора Літописця (2016)
- лауреат премії ім. Бориса Нечерди, заснованої Лігою українських меценатів (2017)

### Перемоги в літературних слемах
- переможець слему на фестивалі «ZEX» (2006)
- переможець львівського слему (2008)
- переможець білорусько-українського слему (2008)
- переможець слему в клубі «Авеню» (2009)
- переможець німецько-українського слему (2009)
- переможець слему на Шустер Live (2009)
- переможець україно-білоруського слему (2009)
- переможець Київського літературного слему (2009)
- переможець слему в Спілці Письменників України (2010)
- переможець слему Київської вищої ліги слему (2010)
- переможець російсько-українського слему «Живая вода» (2010)
- переможець слему на еротичному фестивалі «Березневі коти» (2011)
- переможець слему в БарХоті (2012)
- переможець слему «старі проти молоді» (2013)

### Літературні стипендії
- Стипендіат письменницького фонду Literaturwerkstatt Berlin (2009)
- Учасник міжнародного фестивалю Місяць авторських читань (2015)
- Учасник Чемпіонату Європи з літературного слему [Архівовано 18 листопада 2019 у Wayback Machine.], Будапешт (2018)